# Don't Raise the Bridge, Lower the River
Don't Raise the Bridge, Lower the River (no Brasil, Um Golpe das Arábias/ em Portugal, Jerry em Londres) é um filme britânico de comédia de 1968, dirigido por Jerry Paris e protagonizado por Jerry Lewis e Terry-Thomas.

## Sinopse
George Lester (Jerry Lewis) é um americano que vive em Londres. Sua maior paixão é planejar esquemas de como se enriquecer de uma maneira rápida, e isso acabou trazendo prejuízos para o seu lado financeiro e pessoal. Sua esposa, Pamela (Jacqueline Pierce), disse a George que se ele continuar com isso, ela vai querer o divórcio.
Willy Homer (Terry-Thomas) é um vigarista que pretende ajudar George ganhar dinheiro fácil vendendo planos para um grupo de árabes. Os planos, que foram vendidos, são contrabandeados em Lisboa. Quando eles estão prontos para poderem finalmente negociar, descobrem que no meio do processo eles foram enganados por alguma pessoa do próprio grupo. Uma série de perseguições ocorre em seguida, e eventualmente os planos são revelados com defeito, piorando a situação de todo mundo.
Deseperado, George tenta acalmar sua esposa e promete a ela que nunca mais vai entrar nessa de se enriquecer fácil. Fica tudo bem, até Willy aparecer em sua casa e dizer que tem um outro plano.

## Elenco
- Jerry Lewis - George Lester
- Terry-Thomas - Willy Homer
- Jacqueline Pierce - Pamela Lester

## Ficha técnica
- Estúdio: Columbia Pictures
- Distribuição: Columbia Pictures
- Direção: Jerry Paris
- Roteiro: Max Wilk
- Produção: Walter Shenson
- Música: David Whitaker
- Fotografia: Otto Heller
- Direção de Arte: John Howell
- Figurino: Maxine Leighton
- Edição: Bill Lenny

## Curiosidades
- As filmagens foram do dia 5 de Maio ate 30 de Junho de 1967, e teve sua estréia no dia 12 de Julho de 1968.
- O diretor do filme, Jerry Paris, faz uma ponta como o árbitro de um jogo de baseball.